# 伊库努姆
伊库努姆（英語：Ikunum）（？—前1860年），古亚述时期的亚述国王，（公元前1867年—公元前1860年在位）继承伊里舒姆一世之位，他加强了亚述尔的防御工事，并保持亚述对小亚细亚的商业垄断地位。死后由萨尔贡一世接任。
| 前任： 伊里舒姆一世 | 亚述国王 前1867年－前1860年 | 繼任： 萨尔贡一世 |